# Amedeo Nazzari
Amedeo Nazzari, född Amedeo Carlo Leone Buffa 10 december 1907 i Cagliari, Sardinien, död 7 november 1979 i Rom, var en italiensk skådespelare.

## Utmärkelser
Nazzari vann Nastro d'argentos pris för bästa manliga huvudroll 1947 för Banditen.

## Roller i urval
- 1946 – Banditen
- 1949 – Catene
- 1952 – De smygande stegen
- 1952 – Åklagaren
- 1957 – Cabirias nätter
- 1958 – Anna från Brooklyn
- 1958 – Den nakna skönheten
- 1961 – De korsikanska bröderna
- 1961 – Nilens drottning
- 1961 – Oss fiender emellan
- 1966 – Djävulens blomma
- 1969 – Den sicilianska klanen
- 1976 – Nina